# 9265 Ekman
9265 Ekman è un asteroide della fascia principale. Scoperto nel 1978, presenta un'orbita caratterizzata da un semiasse maggiore pari a 2,2275215 UA e da un'eccentricità di 0,1654212, inclinata di 4,01723° rispetto all'eclittica.